# Hyllisia chinensis
Hyllisia chinensis är en skalbaggsart som beskrevs av Stefan von Breuning 1948. Hyllisia chinensis ingår i släktet Hyllisia och familjen långhorningar. Inga underarter finns listade i Catalogue of Life.